# Liste der denkmalgeschützten Objekte in Mönichkirchen
Die Liste der denkmalgeschützten Objekte in Mönichkirchen enthält die 2 denkmalgeschützten, unbeweglichen Objekte der Gemeinde Mönichkirchen im niederösterreichischen Bezirk Neunkirchen.

## Denkmäler
| Foto |                 | Denkmal                                                        | Standort                                              | Beschreibung | Metadaten |
| ---- | --------------- | -------------------------------------------------------------- | ----------------------------------------------------- | --- | --- |
| ja   | Datei hochladen | Kath. Pfarrkirche Maria Namen HERIS-ID: 50277 Objekt-ID: 55083 | bei Mönichkirchen 2 Standort KG: Mönichkirchen        | Vermutlich Mitte des 12. Jahrhunderts als spätromanischer/frühgotischer Saalbau entstanden, 1140 an Stift Reichersberg, 1203 Filiale von Edlitz, 1220 Pfarre, Anfang des 15. Jahrhunderts Chorneubau, Ende des 15. Jahrhunderts Wölbung des Langhauses und Zubau des kapellenartigen nördlichen Seitenschiffs, wird Marienwallfahrtsort, Anfang des 18. Jahrhunderts barocker Innenausbau, 1973 Erweiterung im Westen | BDA-Hist.: Q38039090 Status: § 2a Stand der BDA-Liste: 2025-06-30 Name: Kath. Pfarrkirche Maria Namen GstNr.: .44 Kath. Pfarrkirche Maria Namen (Mönichkirchen) |
| ja   | Datei hochladen | Friedhofskapelle HERIS-ID: 80034 Objekt-ID: 93744              | Mönichkirchen 355, östlich Standort KG: Mönichkirchen | neugotische Kapelle mit eingezogenem Chörlein, der Friedhof wurde 1861 angelegt | BDA-Hist.: Q38172512 Status: § 2a Stand der BDA-Liste: 2025-06-30 Name: Friedhofskapelle GstNr.: .209                                                           |